# The Beginning (The Black Eyed Peas-album)
A The Beginning az amerikai The Black Eyed Peas formáció hatodik stúdióalbuma, mely 2010. november 30-án jelent meg. Az első kislemez a The Time (Dirty Bit), ami a legendás Dirty Dancing filmzenének a feldolgozása. A szám  #1 helyezést ért el többek között Ausztráliában, Ausztriában és Belgiumban is, viszont az amerikai Billboard Hot 100 listáján csak a negyedik helyre került fel. A második kislemez a Just Can't Get Enough. A szám kislemezként 2011. február 18-án jelent meg. A szám benn volt a top 5-ben az ausztráliai, francia, angliai és amerikai listákon. A videóklipet Japánban forgatták le egy héttel a 2011-es japán katasztrófa előtt. A harmadik kislemez a Don't Stop The Party, amely 2011. május 10-én jelent meg.

## Számlista
| #  | Szám címe                  | Hossz |
| -- | -------------------------- | ----- |
| 1  | The Time (Dirty Bit)       | 5:07  |
| 2  | Light Up the Night         | 4:21  |
| 3  | Love You Long Time         | 3:45  |
| 4  | XOXOXO                     | 3:45  |
| 5  | Someday                    | 4:33  |
| 6  | Whenever                   | 3:16  |
| 7  | Fashion Beats              | 5:20  |
| 8  | Don't Stop The Party       | 6:07  |
| 9  | Do It Like This            | 5:29  |
| 10 | The Best One Yet (The Boy) | 3:46  |
| 11 | Just Can't get Enough      | 3:39  |
| 12 | Play It Loud               | 4:21  |